# Gebhard Seelos
Gebhard Seelos (* 13. März 1901 in München; † 18. Dezember 1984 in Seehausen am Staffelsee) war ein deutscher Diplomat und Politiker der Bayernpartei.

## Leben
Nach einem Studium der Rechtswissenschaften (Promotion) und der Volkswirtschaft in München und Hamburg trat er 1925 in den diplomatischen Dienst ein und wurde 1927 nach Madrid versetzt. 1931 führte ihn seine nächste Verwendung nach Australien, wo er als Konsul in Sydney 1932 Elly Beinhorn auf ihrem Rekordflug um die Welt empfing. Nach einer Tätigkeit von 1935 bis 1937 in Warschau blieb er nur kurz in Berlin und erlebte 1939 kurz nach seiner Entsendung als erster und letzter deutscher Generalkonsul in Lemberg (heute: Lwiw) den Ausbruch des Zweiten Weltkrieges. 1940 an die Deutsche Botschaft Kopenhagen im besetzten Dänemark entsandt, wurde er von dort wegen politischer Differenzen mit NSDAP-Vertretern abberufen und zurück nach Berlin versetzt. Nach wechselnden Funktionen wurde er ab Sommer 1943 von Berlin aus wegen seiner Sprachkenntnisse aus dem Auswärtigen Amt zur Wehrmacht als Dolmetscher ins Kriegsgefangenenlager Stalag VII A Moosburg versetzt und auf einen Feldwebeldienstgrad herabgestuft, den Sonderführer (O). Nach dem Attentat auf Hitler am 20. Juli 1944 wurde er nach Befragungen in Berlin im Dezember 1944 aus dem Auswärtigen Amt und dem Beamtenverhältnis entlassen. Als Angehöriger der  Dolmetscherkompanie in Moosburg intensivierte er seine Kontakte im bayerischen Widerstand, aktiv war er insbesondere bei der Freiheitsaktion Bayern, die vom Chef der Dolmetscherkompanie, Hauptmann Rupprecht Gerngross, getragen wurde.
Noch im Dezember 1945 wurde Seelos in die bayerische Landesverwaltung übernommen und ab 1947 Staatsrat und Bevollmächtigter Bayerns im Stuttgarter Länderrat des amerikanischen Besatzungsgebietes und im Frankfurter Exekutivrat. 1947 war er auch treibende Kraft für die Münchener Ministerpräsidentenkonferenz, für die er durch persönliche Überzeugungsarbeit auch die Ministerpräsidenten der sowjetischen Besatzungszone gewann. Nach seinem Eintritt in die Bayernpartei im Juni 1949 und seiner Wahl in den ersten Deutschen Bundestag wurde am 1. Juli 1949 seine Funktion als Bevollmächtigter aufgehoben und sein Beamtenverhältnis ruhte.
Von 1949 bis zum 25. September 1951 war er Mitglied des Deutschen Bundestages und Vorsitzender der dortigen BP-Fraktion. Nach dem Ausscheiden aus der Politik 1951 war er wieder bayerischer Landesbeamter (Ministerialdirektor), bis er 1953 in den diplomatischen Dienst zurückkehrte. Er war zunächst als Generalkonsul in Istanbul 1953–1955  tätig und anschließend von 1955 bis 1958 Botschafter in Lissabon, Portugal. Danach leitete er 1958–1963 die deutsche Botschaft in Athen und war zuletzt bis zum Eintritt in den Ruhestand 1963 bis 1966 deutscher Botschafter in Brasilien.
Er war seit 1920 Mitglied der katholischen Studentenverbindung KDStV Aenania München.
Seelos wurde am 17. April 1961 mit dem Bayerischen Verdienstorden ausgezeichnet.